# Philippe Fanoko Kossi Kpodzro
Philippe Fanoko Kossi Kpodzro (Tomegbé, 30 de março de 1930 – Suécia, 9 de janeiro de 2024) foi um arcebispo emérito de Lomé.
Philippe Fanoko Kossi Kpodzro foi ordenado sacerdote em 20 de dezembro de 1959.
Papa Paulo VI nomeou-o em 19 de dezembro de 1975 Bispo Titular de Bacanaria e Administrador Apostólico de Atakpamé. Foi ordenado bispo pelo Arcebispo de Ouagadougou, Cardeal Paul Zoungran MAfr, em 10 de abril de 1976; Co-consagradores foram Robert-Casimir Tonyui Messan Dosseh-Anyron, bispo de Lomé, e Robert Sastre, bispo de Lokossa.
Em 2 de maio de 1976 foi nomeado Bispo de Atakpamé. Em 17 de dezembro de 1992, o Papa João Paulo II o nomeou Arcebispo de Lomé.
Kpodzro foi o sexto presidente da Assembleia Nacional do Togo de 1991 a 1994. Em janeiro de 2020, ele pediu a suspensão das eleições presidenciais togolesas daquele ano para abrir caminho para reformas eleitorais.
Em 8 de junho de 2007, o Papa Bento XVI acatou seu pedido de demissão por motivos de idade.
Morreu em 9 de janeiro de 2024, aos 93 anos, na Suécia.